# Chi Đậu ván
Chi Đậu ván, tên khoa học Lablab, là một chi thực vật có hoa trong họ Đậu.

## Các loài
- Lablab prostrata R.Br.
- Lablab purpureus (L.) Sweet